# عوني بلال
عوني بلال
اللواء طيار قاسم قالة: من كبار الضباط الشراكسة في سلاح الجو الأردني. ولد في عمان عام 1945م وتخرج من مدرسة رغدان الثانوية والتحق بسلاح الجو الأردني كتلميذ مرشح عام 1964م حيث أرسل في بعثة تدريبية إلى بريطانيا ليعود متخرجا برتبة ملازم طيار عام 1966م.

## المناصب
أشغل عدة وظائف قيادية في سلاح الجو الأردني كقائد سرب ثم كقائد قاعدة جوية، ثم مديرا للعمليات الجوية، ثم أرسل كملحق عسكري أردني في السفارة الأردنية بباريس، عاد من باريس ليصبح مفتشا عاما لسلاح الجو الأردني، ثم مساعدا لرئيس أركان سلاح الجو الأردني (قائد سلاح الجو) للعمليات والدفاع الجوي. تم تعيينه رئيسا لأركان سلاح الجو الأردني (قائدا لسلاح الجو الأردني) في 5- 12- 1993م.

## الشهادات و الاوسمة
حصل على على درجة الماجستير في العلوم العسكرية، كما حصل على العديد من الأوسمة ومنها وسام الاستحقاق، ووسام الاستقلال، ووسام الكوكب الأردني، ووسام النهضة.

## الوفاة
توفي في مدينة واشنطن، على رأس عمله الرسمي وهو في زيارة عمل إلى الولايات المتحدة الأمريكية بتاريخ 28-1- 1994م. وقد نعاه الملك الحسين بن طلال إلى الشعب الأردني وأمر بدفنه في المقابر الملكية الأردنية تقديرا لخدماته وكفاءته وإخلاصه. وتفانيه في خدمة وطنه.

## وصلات داخلية
- الأردن
- سلاح الجو الاردني